# 정철기
정철기(鄭哲基, 1937년 4월 15일 ~ 2012년 7월 11일)는 대한민국의 신문기자 출신 정치인이다. 제16대 국회의원을 역임하였다. 본관은 진주이며, 전라남도 광양시 출신이다.

## 학력
- 광양서국민학교 졸업
- 광양중학교 졸업
- 경남고등학교 졸업
- 서울대학교 사범대학 교육학부 졸업
- 서울대학교 대학원 수료

## 경력
- 서울대학교 사범대학 학생회장 및 서울대학교 총학생회장
- 대구일보 서울지사 신문기자
- 전남일보 서울지사 신문기자
- 김대중 신민당 대통령 후보 기획 비서
- 캐나다 토론토 한인회 부회장
- 민중신문사 창간, 편집인 및 발행인
- 새정치국민회의 전남도지부 상근부지부장
- (사)광양만권발전연구원장
- 중국 연변대학교 객좌교수
- 국민정치연구회 상임이사
- 한국 실업탁구연맹회장
- 제16대 국회의원(광양·구례 / 새천년민주당)
- 국회 농림해양수산위원, 예결위원, 재해대책특위 간사, 농림해양수산위 간사
- 세계박람회 유치특위 간사

## 역대 선거 결과
|  | 64.16% |

|  | 29.80% |